# Bijelo Polje
Bijelo Polje (in cirillico Бијело Поље) è un comune nel nord-est del Montenegro, nella regione del Sangiaccato.
La popolazione, in maggioranza serba o montenegrina, è suddivisa tra il 55% di religione serbo-ortodossa e il 45% di religione musulmana ed è concentrata per il 32% nel capoluogo (15.883 abitanti).

## Nome
Bijelo Polje significa "campo bianco" nella lingua locale.

## Storia
Bijelo Polje ha fatto parte dell'Impero ottomano fino alla sua liberazione operata da una forza multinazionale durante la prima guerra balcanica nel 1912. Durante la dominazione ottomana era conosciuta con il nome di Akovo.

## Società

### Evoluzione demografica
Nel 1991 la popolazione della municipalità era composta da:
- Montenegrini (49,22%)
- Slavi di religione musulmana (41,57%)
- Serbi (7,57%)

Nel 2003 era così composta:
- Serbi (36,31%)
- Bosniaci (25,22%)
- Slavi di religione musulmana (17,18%)
- Montenegrini (16,13%)

## Luoghi d'interesse
L'edificio più famoso della città è la chiesa medioevale di San Pietro (Crkva Svetog Petra).

## Località

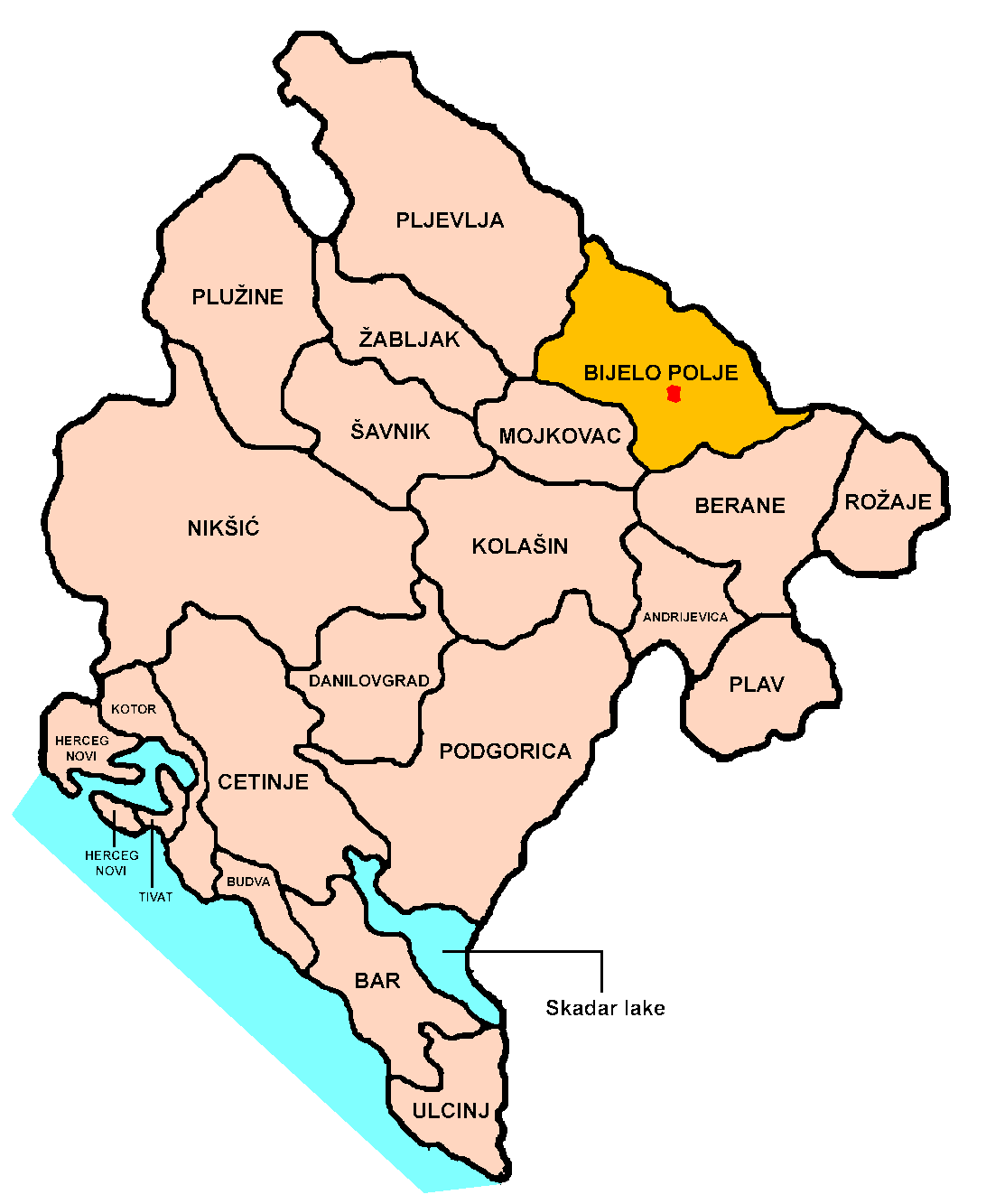
Il territorio del comune di Bijelo Polje nel Montenegro

Il comune di Bijelo Polje comprende 98 località:
| - Babaići - Barice - Bijedići - Bijelo Polje - Bliškovo - Bojišta - Boljanina - Boturići - Čeoče - Cerovo - Čokrlije - Crhalj - Crnča - Crniš - Đalovići - Dobrakovo - Dobrinje - Dolac - Dubovo - Džafića Brdo - Femića Krš - Godijevo - Goduša - Grab - Grančarevo | - Gubavač - Ivanje - Jablanovo - Jabučno - Jagoče - Kanje - Kičava - Korita - Kostenica - Kostići - Kovren - Kukulje - Laholo - Lazovići - Lekovina - Lijeska - Lješnica - Lozna - Loznica - Majstorovina - Metanjac - Milovo - Mioče - Mirojevići - Mojstir | - Mokri Lug - Muslići - Nedakusi - Negobratina - Njegnjevo - Obrov - Okladi - Orahovica - Osmanbegovo Selo - Ostrelj - Pali - Pape - Pavino Polje - Pećarska - Pobretići - Poda - Potkrajci - Potrk - Požeginja - Prijelozi - Pripčići - Radojeva Glava - Radulići - Rakita | - Rakonje - Rasovo - Rastoka - Ravna Rijeka - Resnik - Rodijelja - Sadići - Sela - Sipanje - Šipovice - Sokolac - Srđevac - Stožer - Stubo - Tomaševo - Trubine - Ujniče - Unevine - Voljavac - Vrh - Zaton - Žiljak - Zminac - Žurena |

## Sport

### Calcio
La squadra principale della città è il Jedinstvo Bijelo Polje.

## Curiosità
La città è anche nota per la sua acqua minerale naturale, chiamata "Rada".